# Dhanush
Dhanush, pseudonimo di Venkatesh Prabhu Kasthuri Raja (Theni, 28 luglio 1983), è un attore, produttore cinematografico e cantante indiano.
È attivo soprattutto nel cinema tamil. Uno dei suoi brani musicali più celebri è Why This Kolaveri Di.

## Filmografia parziale

### Attore
- Thulluvadho Ilamai, regia di Kasthuri Raja (2002)
- Kaadhal Kondein, regia di Selvaraghavan (2003)
- Thiruda Thirudi, regia di Subramaniam Siva (2003)
- Pudhukottaiyilirundhu Saravanan, regia di S. S. Stanley (2004)
- Sullan, regia di Ramana (2004)
- Dreams, regia di Kasthuri Raja (2004)
- Devathaiyai Kanden, regia di Boopathy Pandian (2005)
- Adhu Oru Kana Kaalam, regia di Balu Mahendra (2005)
- Pudhupettai, regia di Selvaraghavan (2006)
- Thiruvilaiyaadal Aarambam, regia di Boopathy Pandian (2006)
- Parattai Engira Azhagu Sundaram, regia di Suresh Krishna (2007)
- Polladhavan, regia di Vetrimaaran (2007)
- Yaaradi Nee Mohini, regia di Mithran Jawahar (2008)
- Kuselan, regia di P. Vasu (2008)
- Padikkadavan, regia di Suraj (2009)
- Kutty, regia di Mithran Jawahar (2010)
- Uthamaputhiran, regia di Mithran Jawahar (2010)
- Aadukalam, regia di Vetrimaran (2011)
- Seedan, regia di Subramaniam Siva (2011)
- Mappillai, regia di Suraj (2011)
- Venghai, regia di Hari (2011)
- Mayakkam Enna, regia di Selvaraghavan (2011)
- 3, regia di Aishwarya R. Dhanush (2012) - anche produttore
- Ethir Neechal, regia di R. S. Durai Senthilkumar (2013) - anche produttore
- Raanjhanaa, regia di Aanand L. Rai (2013)
- Maryan, regia di Bharat Bala (2013)
- Naiyaandi, regia di A. Sarkunam (2013)
- Velaiilla Pattadhari, regia di Velraj (2014)
- Shamitabh, regia di R. Balki (2015) - anche produttore
- Anegan, regia di K. V. Anand (2015)
- Vai Raja Vai, regia di Aishwarya R. Dhanush (2015)
- Maari, regia di Balaji Mohan (2015) - anche produttore
- Thanga Magan, regia di Velraj (2015) - anche produttore
- Thodari, regia di Prabhu Solomon (2016)
- Kodi, regia di R. S. Durai Senthilkumar (2016)
- Pa Pandi, regia di Dhanush (2017) - anche produttore e regista
- Velaiilla Pattadhari 2, regia di Soundarya Rajinikanth (2017) - anche produttore
- L'incredibile viaggio del fachiro (The Extraordinary Journey of the Fakir), regia di Ken Scott (2018)
- Vada Chennai, regia di Vetrimaaran (2018) - anche produttore
- Maari 2, regia di Balaji Mohan (2018) - anche produttore
- Asuran, regia di Vetrimaaran (2019)
- Enai Noki Paayum Thota, regia di Gautham Menon (2019)
- Pattas, regia di R. S. Durai Senthilkumar (2020)
- The Gray Man, regia di Anthony e Joe Russo (2022)

### Produttore
- Kaaki Sattai (2015)
- Kaaka Muttai (2015)
- Naanum Rowdy Dhaan (2015)
- Visaranai (2015)
- Amma Kanakku (2016)
- Cinema Veeran (2017)
- Tharangam (2017)
- Kaala (2018)

## Premi
Ha ricevuto 13 SIIMA Awards, 9 Vijay Awards, 7 Filmfare Awards South, 5 Vikatan Awards, 5 Edison Awards, 3 National Film Awards e un Filmfare Award.